# Gornji Bučumet
Gornji Bučumet (cirill betűkkel Горњи Бучумет) egy falu Szerbiában, a Jablanicai körzetben, a Medveđai községben.

## Népesség
- 1948-ban 436 lakosa volt.
- 1953-ban 451 lakosa volt.
- 1961-ben 430 lakosa volt.
- 1971-ben 342 lakosa volt.
- 1981-ben 267 lakosa volt.
- 1991-ben 203 lakosa volt
- 2002-ben 139 lakosa volt,[1] akik mindannyian szerbek.[2]